# 용왕 삼태자
"용왕 삼태자"(龍王 三太子)는 한국에서 제작된 최동준 감독의 1977년 영화이다. 김정란 등이 주연으로 출연하였고 김용덕 등이 제작에 참여하였다.

## 출연

### 주연
- 김정란
- 전호진

## 기타
- 조명: 김태성